# Helicopsyche anomana
Helicopsyche anomana is een schietmot uit de familie Helicopsychidae. De soort komt voor in het Afrotropisch gebied.